# Alexis St. Martin
Alexis Bidagan dit St-Martin (8 de abril de 1802 — 24 de junho de 1880) foi um viajante coureur des bois canadense conhecido por sua participação em experimentos sobre digestão humana realizados pelo médico do Exército dos Estados Unidos William Beaumont entre 1822 e 1833. St-Martin foi baleado em um acidente quase fatal em 1822. Seu ferimento não cicatrizou completamente, deixando uma abertura para o estômago. Os estudos do estômago de St-Martin levaram a um maior entendimento do órgão, dos sucos gástricos e dos processos de digestão.

## Trabalho com Beaumont

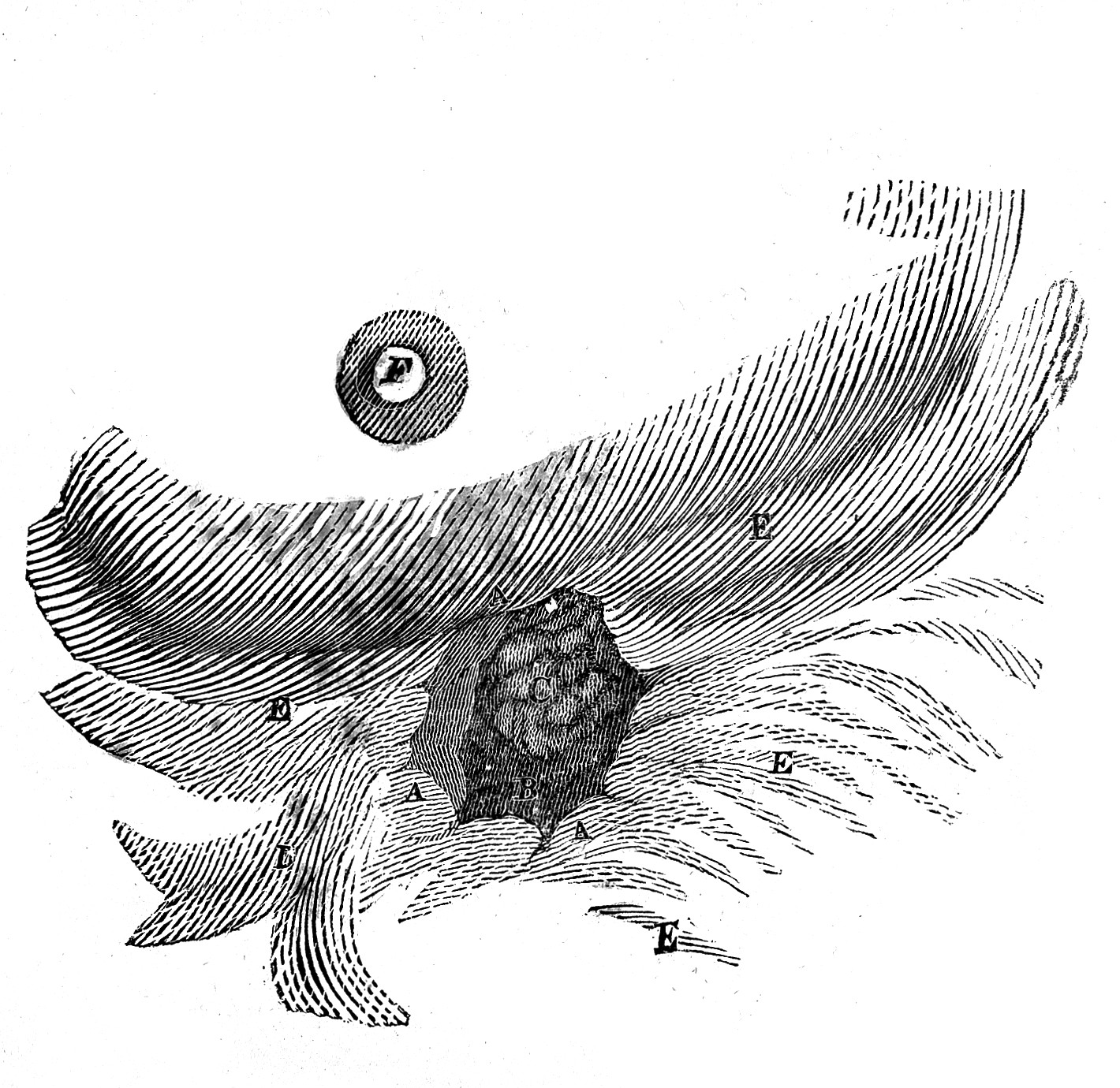
Gravura retratando a fístula do livro Experimentos e Observações sobre o Suco Gástrico e a Fisiologia da Digestão, de 1833

Em 6 de junho de 1822, St-Martin foi acidentalmente baleado com um mosquete à queima-roupa em um posto de comércio de peles na Ilha Mackinac. O disparo deixou um buraco na lateral de seu corpo que cicatrizou formando uma abertura de fístula para o estômago.
William Beaumont, um cirurgião do Exército dos Estados Unidos estacionado em um posto militar próximo, tratou do ferimento. Embora St-Martin fosse um jovem saudável com cerca de 20 anos, não era esperado que ele sobrevivesse devido à gravidade do ferimento. Beaumont explicou em um artigo posterior que o tiro arrancara fragmentos de músculos de St-Martin e quebrara algumas de suas costelas. Após realizar uma sangria e administrar um catártico, Beaumont monitorou o progresso de St-Martin. Durante os 17 dias seguintes, todo alimento ingerido por St-Martin saía pela nova fístula gástrica. Finalmente, após 17 dias, os alimentos começaram a permanecer no estômago e os intestinos voltaram a funcionar de modo natural.
Quando o ferimento se cicatrizou, a borda do buraco do estômago se uniu à borda da pele, criando uma fístula gástrica permanente. Na época, havia muito pouco entendimento científico sobre a digestão, e Beaumont viu a oportunidade que tinha com o caso de St-Martin — ele poderia literalmente observar os processos de digestão pondo alimentos presos a uma corda no estômago de St-Martin e, em seguida, puxando-os para fora para observar até que ponto haviam sido digeridos. Beaumont continuou a realizar experimentos em St-Martin de forma intermitente até 1833, somando cerca de 200 experimentos ao longo de 10 anos.
St-Martin permitiu que os experimentos fossem conduzidos, não como um ato de gratidão por Beaumont tê-lo mantido vivo, mas porque Beaumont fizera com que o analfabeto St-Martin assinasse um contrato para trabalhar como servo. Beaumont relembrou as tarefas que St-Martin realizava: "Durante este período, nos intervalos entre os experimentos, ele realizava todas as funções de um servo comum, cortando lenha, carregando fardos [burthens], etc., com pouco ou nenhum sofrimento ou incômodo vindos do ferimento". Embora as tarefas não fossem incômodas, alguns dos experimentos causavam dor a St-Martin, como quando Beaumont colocava sacos de comida em seu estômago. Beaumont observou: "o rapaz reclamou de [sentir] certa dor e desconforto no peito".:118

## Após os experimentos
Beaumont publicou o relato de seus experimentos em 1838 sob o título Experimentos e Observações sobre o Suco Gástrico e a Fisiologia da Digestão. Beaumont tirou 51 conclusões sobre a digestão com base nas observações de Alexis St-Martin e em suas pesquisas relacionadas. Muitas das ideias de Beaumont foram revolucionárias para a época. Ele determinou que vegetais eram digeridos mais lentamente do que carne, que o leite se coagulava cedo no processo digestivo e que a digestão era auxiliada por um movimento de mistura dentro do estômago. A pesquisa de Beaumont sobre os sucos gástricos foi muito avançada para o período. Seu trabalho confirmou a teoria de William Prout de que os sucos continham ácido clorídrico, e ele descobriu ainda que o suco gástrico era secretado pelo revestimento do estômago.
Eventualmente, Beaumont e St-Martin seguiram caminhos separados: St-Martin escreveu para Beaumont de Berthier, Canadá, em 26 de junho de 1834, recusando-se a voltar para Beaumont. Como médico do exército, Beaumont foi transferido para os Jefferson Barracks em St. Louis, Missouri, em 1834. Ele se tornou Professor de Cirurgia no Departamento Médico da Universidade de Saint Louis em 1837 e se aposentou do exército em 1839. Repetidamente, Beaumont tentou convencer St-Martin a se mudar para St. Louis. Beaumont morreu em 1853.:296
Quando Alexis St-Martin morreu em Saint-Thomas, Quebec, em 1880, sua família adiou o enterro até que o corpo começasse a se decompor para evitar que ele fosse "ressuscitado" (isto é, violado) por médicos, alguns dos quais desejavam realizar uma autópsia. Hoje, o corpo de St-Martin se encontra enterrado no Cemitério Paroquial de Saint-Thomas, em Joliette, Quebec, no Canadá.
O eminente médico Sir William Osler, interessado em reconstituir os detalhes desse incidente inaugural na história da fisiologia gástrica, publicou uma pesquisa na forma de um conhecido ensaio intitulado A Backwoods Physiologist (Um Fisiologista do Interior, em português). Osler também tentou fazer com que o famoso estômago fosse colocado no Museu Médico do Exército em Washington, D.C.